# گمینا اودانگن
گمینا اودانگن (به لهستانی:  Gmina Udanin) یک گمینا در لهستان است که در شهرستان شرودا شلانسکا واقع شده‌است. گمینا اودانگن ۱۱۰٫۷۱ کیلومتر مربع مساحت و ۵٬۶۵۰ نفر جمعیت دارد.